# Klaus Börner
Klaus Börner (* 22. März 1934; † 8. Dezember 2024 in Genthin) war ein deutscher Museologe, Diplom-Historiker, Maler und 38 Jahre lang Leiter des Kreismuseums Jerichower Land in Genthin.

## Leben
Börner wurde 1934 im Harz geboren und erlernte früh den Beruf des Möbel- und Dekorationsmalers. 1956 legte er seine Meisterprüfung an der Fachschule für angewandte Kunst mit dem Schwerpunkt der dekorativen Malerei ab und war mit seinen damals 22 Jahren der jüngste erfolgreiche Prüfling. Auf diesem Weg wurde der damaligen Bezirk Magdeburg auf ihn aufmerksam und vermittelte ihn zur Aufnahme einer Tätigkeit als Museologe an das damalige Kreisheimatmuseum Genthin. Bereits 1957 übernahm er als 23-jähriger die kommissarische Leitung des Museums. Nach dem erfolgreichen Besuch der „Fachschule für Museologie“ wurde er nach kurzer Zeit der Einarbeitung zum Leiter des Museums berufen. 1970 ließ er sich im Rahmen eines Fernstudiums zum Diplom-Museologen weiterbilden. 1977/1978 widmete er sich der systematischen Erschließung des Klosters Jerichow, in dem dann auch zeitweilig eine Zweigstelle des Kreismuseums entstand. Später wurde er zudem zum Museumsrat ernannt.
Neben seiner Tätigkeit als Museumsleiter war Börner Zeit seines Lebens ein leidenschaftlicher Maler und schuf bei seinen Reisen an die Ostsee, den Harz, das Erzgebirge und nach Thüringen über 500 Aquarelle. Auch bei seiner Arbeit als Museumsleiter und Bodendenkmalpfleger ließ er seine Liebe zur Malerei einfließen und so gestaltete er zahlreiche Plakate für Ausstellungen des Kreismuseums und fertigte Skizzen von Ausstellungsstücken und Bodenfunden an.
Nach seinem Ausscheiden aus dem Berufsleben widmete er sich besonders der Tätigkeit als Bodendenkmalpfleger. Dabei beschäftigte ihn bis zu seinem Lebensende die Erforschung des KZ Außenlagers Genthin-Wald des KZ Ravensbrück, sowie der Ausbau und Erhalt der Gedenkstätte Genthin-Wald, welche an über 2.000 Menschen erinnert, die in der Zeit des Nationalsozialismus hier inhaftiert waren und zur Zwangsarbeit im Rüstungsbetrieb der Silva-Metallwerke GmbH gezwungen wurden.